# Branddasker
En branddasker er et brandslukningsredskab, der er velegnet til slukning af brand i lavt bevoksede græs- og hede-områder. Den består af en række tunger af fjederstål, der er fastgjort i vifteform til et skaft på ca. 2 meters længde.
Slukningen iværksættes fra vindsiden ved, at lamellerne klappes let mod den brændende overflade, hvorved ilttilførslen midlertidigt afbrydes, og varmen i det brændende materiale optages i branddaskerens lameller. Ved kraftige slag risikerer man blot at tilføre ilden mere ilt. Man kan med fordel foretage efterslukning med vand eller holde arealet under observation, da der altid vil være risiko for, at ilden blusser op igen.
Redskabet er uegnet til bekæmpelse af større ildebrande i f.eks. skove, da dets opbygning kun gør det egnet til mindre flammer eller gløder. Hvis flammerne eller det brændende således antager et større omfang, vil man typisk køre en automobilsprøjte i stilling, så man kan foretage sædvanlig brandslukning fra strålerør. Ligeledes kan en vandkanon fra en vandtankvogn anvendes som enten erstatning eller supplement.
Udover at være fast inventar på brandbiler, er der opstillet branddaskere i og omkring en del skove, samt græsarealer og hedearealer for førsteindsats.